# Enrico Fantini
Enrico Fantini (Cuneo, 27 febbraio 1976) è un allenatore di calcio ed ex calciatore italiano, di ruolo attaccante, tecnico del Cuneo.
Campione d'Italia in giovane età con la Juventus (1994-1995), nella sua carriera ha poi ottenuto otto promozioni con sette diverse squadre: Chievo (2000-2001), Modena (2001-2002), Fiorentina (2003-2004), Torino (2005-2006), Cuneo (2010-2011 e 2011-2012), Savona (2012-2013) e Virtus Mondovì (2013-2014).

## Carriera

### Giocatore

Fantini in azione alla Juventus nel 1995

Cresciuto nel Beinette, formazione del suo paese d'origine, viene ceduto al Cuneo nelle cui file è presto notato dalla Juventus, che lo acquista facendolo maturare nel settore giovanile. Dopo alcune presenze nelle varie rappresentative giovanili azzurre, nel 1995 grazie al tecnico Marcello Lippi debutta diciannovenne in Serie A con la maglia bianconera e, pur riportando una sola presenza, può comunque fregiarsi da comprimario del titolo di campione d'Italia.
La stagione seguente è ancora in massima categoria con la divisa grigiorossa della Cremonese di Gigi Simoni, con cui segna una rete in 19 gare. Nella stessa stagione un grave incidente automobilistico gli impedisce di esordire nella Nazionale Under-21. Nel 1996 il Venezia, in Serie B, lo acquista in comproprietà dalla Juventus. Successivamente, con la modalità del prestito, milita in varie squadre di Serie C1 quali Alessandria, Livorno e Cittadella. Nel gennaio 2000 ritorna nella serie cadetta indossando la maglia del Chievo. Nel 2001 passa al Modena e, nonostante un grave infortunio, contribuisce comunque al ritorno nella massima serie dei canarini. Nell'anno seguente ritorna al Venezia, che nel frattempo acquista il suo intero cartellino, dove risulterà decisivo per la salvezza dei lagunari.
Nelle stagioni successive indossa le maglie di Fiorentina, dove ritrova la Serie A grazie anche alle sue due reti nello spareggio interdivisionale contro il Perugia, Torino, dove entra nella storia granata per il primo gol della rinascita post-fallimento, e Bologna dove però, a causa di un brutto infortunio, non riesce a dare pienamente il suo contributo.
Il 6 agosto 2007 ritorna al Modena firmando un contratto triennale. Il 7 agosto 2009, dopo aver rescisso il contratto con la squadra emiliana, scende di categoria e approda all'Alessandria, in Lega Pro Prima Divisione; per lui si tratta di un ritorno avendo già indossato la casacca grigia nel 1997.
Dopo una breve preparazione con i disoccupati dell'Equipe Romagna, nel settembre 2010 firma un contratto con il Cuneo, in Serie D, squadra con la quale aveva iniziato in giovane età a giocare al pallone. Riporta i biancorossi in Lega Pro Seconda Divisione segnando 31 gol, vincendo a fine stagione anche lo scudetto di categoria. Si ripete l'anno dopo segnando 12 gol e portando i cuneesi alla storica promozione in Prima Divisione tramite i play-off.
Nel gennaio 2013, dopo aver rescisso il contratto con la squadra biancorossa, passa al Savona, in Seconda Divisione, squadra con la quale ottiene il salto in Prima Divisione, settima promozione in carriera. A luglio dello stesso anno approda alla Virtus Mondovì, nel campionato di Promozione, contribuendo con 16 reti alla promozione dei griogiorossi in Eccellenza. A fine agosto 2014 passa alla neofondata Corneliano Roero, con la quale partecipa al campionato piemontese di Eccellenza; l'esperienza si interrompe a dicembre dello stesso anno.
Nell'agosto 2015 comincia ad allenarsi con l'Ama Brenta Ceva, formazione cuneese di Seconda Categoria, con cui esordisce ufficialmente il 13 settembre a Chiusa Pesio mettendo a referto due assist e un gol su rigore. Il 10 dicembre dello stesso anno si ritira dall'attività agonistica.

### Allenatore
Dopo aver iniziato a occuparsi già durante gli ultimi anni dell'attività agonistica della scuola calcio della Virtus Mondovì, nel 2015 intraprende con lo stesso club la carriera di allenatore.
Nel novembre 2016 subentra come tecnico all'Albese, squadra militante in Eccellenza. Nel 2022 passa ad allenare la squadra Under-17 della Sanremese, mentre nel 2023 viene ingaggiato dall'Ama Brenta Ceva, nel campionato piemontese di Prima Categoria.
Il 4 novembre 2024 subentra sulla panchina del Cuneo, squadra militante nel campionato piemontese di Eccellenza.

## Statistiche

### Presenze e reti nei club
| Stagione           | Squadra            | Campionato         | Campionato | Campionato | Coppe nazionali | Coppe nazionali | Coppe nazionali | Coppe continentali | Coppe continentali | Coppe continentali | Altre coppe | Altre coppe | Altre coppe | Totale | Totale |
| Stagione           | Squadra            | Comp               | Pres       | Reti       | Comp            | Pres            | Reti            | Comp               | Pres               | Reti               | Comp        | Pres        | Reti        | Pres   | Reti   |
| ------------------ | ------------------ | ------------------ | ---------- | ---------- | --------------- | --------------- | --------------- | ------------------ | ------------------ | ------------------ | ----------- | ----------- | ----------- | ------ | ------ |
| 1994-1995          | Juventus           | A                  | 1          | 0          | CI              | 0               | 0               | CU                 | 0                  | 0                  | -           | -           | -           | 1      | 0      |
| lug.-ott. 1995     | Juventus           | A                  | 0          | 0          | CI              | 0               | 0               | UCL                | 0                  | 0                  | SI          | 0           | 0           | 0      | 0      |
| Totale Juventus    | Totale Juventus    | Totale Juventus    | 1          | 0          |                 | 0               | 0               |                    | 0                  | 0                  |             | 0           | 0           | 1      | 0      |
| ott. 1995-1996     | Cremonese          | A                  | 20         | 1          | CI              | -               | -               | -                  | -                  | -                  | -           | -           | -           | 20     | 1      |
| 1996-1997          | Venezia            | B                  | 17         | 1          | CI              | 0               | 0               | -                  | -                  | -                  | -           | -           | -           | 17     | 1      |
| 1997-1998          | Alessandria        | C1                 | 33+2       | 10+0       | CI-C            | 9               | 2               | -                  | -                  | -                  | -           | -           | -           | 44     | 12     |
| 1998-1999          | Livorno            | C1                 | 31         | 7          | CI+CI-C         | 1+5             | 0+3             | -                  | -                  | -                  | -           | -           | -           | 37     | 10     |
| 1999-gen. 2000     | Cittadella         | C1                 | 20         | 5          | CI-C            | 1               | 0               | -                  | -                  | -                  | -           | -           | -           | 20     | 5      |
| gen.-giu. 2001     | Chievo             | B                  | 40         | 3          | CI              | -               | -               | -                  | -                  | -                  | -           | -           | -           | 40     | 3      |
| 2001-2002          | Modena             | B                  | 18         | 2          | CI              | 3               | 2               | -                  | -                  | -                  | -           | -           | -           | 21     | 4      |
| 2002-2003          | Venezia            | B                  | 34         | 8          | CI              | 2               | 2               | -                  | -                  | -                  | -           | -           | -           | 36     | 10     |
| 2003-gen. 2004     | Venezia            | B                  | 18         | 3          | CI              | 2               | 0               | -                  | -                  | -                  | -           | -           | -           | 46     | 7      |
| Totale Venezia     | Totale Venezia     | Totale Venezia     | 69         | 12         |                 | 4               | 2               |                    | -                  | -                  |             | -           | -           | 73     | 14     |
| gen.-giu. 2004     | Fiorentina         | B                  | 24+2       | 2+2        | CI              | -               | -               | -                  | -                  | -                  | -           | -           | -           | 26     | 4      |
| 2004-2005          | Fiorentina         | A                  | 24         | 0          | CI              | 9               | 1               | -                  | -                  | -                  | -           | -           | -           | 33     | 1      |
| Totale Fiorentina  | Totale Fiorentina  | Totale Fiorentina  | 48+2       | 4          |                 | 9               | 1               |                    | -                  | -                  |             | -           | -           | 59     | 5      |
| 2005-2006          | Torino             | B                  | 38+3       | 9+0        | CI              | 1               | 0               | -                  | -                  | -                  | -           | -           | -           | 42     | 9      |
| 2006-2007          | Bologna            | B                  | 19         | 2          | CI              | 3               | 0               | -                  | -                  | -                  | -           | -           | -           | 22     | 1      |
| 2007-2008          | Modena             | B                  | 23         | 1          | CI              | 0               | 0               | -                  | -                  | -                  | -           | -           | -           | 23     | 1      |
| 2008-2009          | Modena             | B                  | 18         | 2          | CI              | 2               | 0               | -                  | -                  | -                  | -           | -           | -           | 20     | 2      |
| Totale Modena      | Totale Modena      | Totale Modena      | 59         | 5          |                 | 5               | 2               |                    | -                  | -                  |             | -           | -           | 64     | 7      |
| 2009-2010          | Alessandria        | 1D                 | 32         | 3          | CI-LP           | 1               | 0               | -                  | -                  | -                  | -           | -           | -           | 33     | 3      |
| Totale Alessandria | Totale Alessandria | Totale Alessandria | 65+2       | 13         |                 | 10              | 2               |                    | -                  | -                  |             | -           | -           | 77     | 15     |
| 2010-2011          | Cuneo              | D                  | 32         | 31         | CD              | 2               | 2               | -                  | -                  | -                  | -           | -           | -           | 34     | 33     |
| 2011-2012          | Cuneo              | 2D                 | 33+2       | 12+2       | CI-LP           | 4               | 2               | -                  | -                  | -                  | -           | -           | -           | 39     | 16     |
| 2012-gen. 2013     | Cuneo              | 1D                 | 14         | 2          | CI              | 1               | 0               | -                  | -                  | -                  | -           | -           | -           | 15     | 2      |
| Totale Cuneo       | Totale Cuneo       | Totale Cuneo       | 79+2       | 47         |                 | 7               | 4               |                    | -                  | -                  |             | -           | -           | 88     | 51     |
| gen.-giu. 2013     | Savona             | 2D                 | 11         | 0          | CI-LP           | -               | -               | -                  | -                  | -                  | -           | -           | -           | 16     | 1      |
| 2013-2014          | Virtus Mondovì     | Prom.              | 24         | 16         | -               | -               | -               | -                  | -                  | -                  | -           | -           | -           | 24     | 16     |
| ago.-dic. 2014     | Corneliano Roero   | Ecc.               | 2          | 1          | -               | -               | -               | -                  | -                  | -                  | -           | -           | -           | 2      | 1      |
| ago.-dic. 2015     | Ama Brenta Ceva    | 2° Cat.            | 11         | 9          | -               | -               | -               | -                  | -                  | -                  | -           | -           | -           | 11     | 9      |
| Totale carriera    | Totale carriera    | Totale carriera    | 561+9      | 137        |                 | 46              | 14              |                    | 0                  | 0                  |             | 0           | 0           | 616    | 151    |

### Statistiche da allenatore
Statistiche aggiornate al 13 gennaio 2025.
| Stagione        | Squadra         | Campionato      | Campionato | Campionato | Campionato | Campionato | Coppe nazionali | Coppe nazionali | Coppe nazionali | Coppe nazionali | Coppe nazionali | Coppe continentali | Coppe continentali | Coppe continentali | Coppe continentali | Coppe continentali | Altre coppe | Altre coppe | Altre coppe | Altre coppe | Altre coppe | Totale | Totale | Totale | Totale | % Vittorie | Piazzamento       |
| Stagione        | Squadra         | Comp            | G          | V          | N          | P          | Comp            | G               | V               | N               | P               | Comp               | G                  | V                  | N                  | P                  | Comp        | G           | V           | N           | P           | G      | V      | N      | P      | %          | Piazzamento       |
| --------------- | --------------- | --------------- | ---------- | ---------- | ---------- | ---------- | --------------- | --------------- | --------------- | --------------- | --------------- | ------------------ | ------------------ | ------------------ | ------------------ | ------------------ | ----------- | ----------- | ----------- | ----------- | ----------- | ------ | ------ | ------ | ------ | ---------- | ----------------- |
| dic. 2015-2016  | Virtus Mondovì  | Ecc.            | 18         | 1          | 3          | 14         | CI-Ecc.         | ?               | ?               | ?               | ?               | -                  | -                  | -                  | -                  | -                  | -           | -           | -           | -           | -           | 18     | 1      | 3      | 14     | &5,56      | Sub., 18° (retr.) |
| nov. 2016-2017  | Albese          | Ecc.            | 19         | 4          | 7          | 8          | CI-Ecc.         | ?               | ?               | ?               | ?               | -                  | -                  | -                  | -                  | -                  | -           | -           | -           | -           | -           | 19     | 4      | 7      | 8      | 21,05      | Sub., 12°         |
| 2023-2024       | Ama Brenta Ceva | 1ª Cat.         | 30         | 7          | 12         | 11         | -               | -               | -               | -               | -               | -                  | -                  | -                  | -                  | -                  | -           | -           | -           | -           | -           | 30     | 7      | 12     | 11     | 23,33      | 12°               |
| 2024-2025       | Cuneo           | Ecc.            | 16         | 8          | 2          | 6          | CI-Ecc.         | 6               | 3               | 1               | 2               | -                  | -                  | -                  | -                  | -                  | -           | -           | -           | -           | -           | 22     | 11     | 3      | 8      | 50,00      | in corso          |
| Totale carriera | Totale carriera | Totale carriera | 83         | 20         | 24         | 39         |                 | 6               | 3               | 1               | 2               |                    | -                  | -                  | -                  | -                  |             | -           | -           | -           | -           | 89     | 23     | 25     | 41     | 25,84      |                   |

## Palmarès

### Giocatore

#### Club

##### Competizioni giovanili
- Campionato Primavera: 1

Juventus: 1993-1994
- Torneo di Viareggio: 1

Juventus: 1994
- Coppa Italia Primavera: 1

Juventus: 1994-1995

##### Competizioni nazionali
- Campionato italiano: 1

Juventus: 1994-1995
- Coppa Italia: 1

Juventus: 1994-1995
- Scudetto Serie D: 1

Cuneo: 2010-2011

##### Competizioni regionali
- Campionato di Promozione: 1

Virtus Mondovì: 2013-2014 (girone D)